# Champien
Champien é uma comuna francesa na região administrativa de Altos da França, no departamento de Somme. Estende-se por uma área de 8,77 km². Em 2010 a comuna tinha 293 habitantes (densidade: 33,4 hab./km²).